# فريديريكو فيشر
فريديريكو فيشر هو منافس ألعاب قوى برازيلي، (و. 1917  م).